# Manel Gimeno
Manel Gimeno Arandiga (Valencia, 1958) es un historietista, ilustrador y editor español.

## Biografía
A partir de 1980 realizó diversas historietas para "Bésame Mucho" con guion de Mique.
Fundó con Juan Puchades el estudio La General dedicado a la ilustración y el diseño gráfico.
Tras el cierre de "Bésame Mucho", dejó el mundo del cómic por su estudio, pero en 1988 fundó una editorial con el mismo nombre, donde editó algunas de sus nuevas obras. Al mismo tiempo, retomó su personaje M en una versión dulcificada para la revista juvenil en lengua valenciana "Camacuc".

## Obra
| Año  | Título            | Editorial            | Tipo         |
| ---- | ----------------- | -------------------- | ------------ |
| 1990 | Motel Nawi        | La General Ediciones | Nueva        |
| 1993 | Altamiro Rupestre | La General Ediciones | Recopilación |
| 2010 | Valencia criminal | El Full              | Antología    |